# Herenhuis van Limoëlou
Het Herenhuis van Limoëlou (Frans: Manoir de Limoëlou) is een kasteel in de Franse gemeente Saint-Malo. Het kasteel is een beschermd historisch monument sinds 1940.